# 上布萊克山
47°37′48″N 10°54′27″E / 47.63000°N 10.90750°E

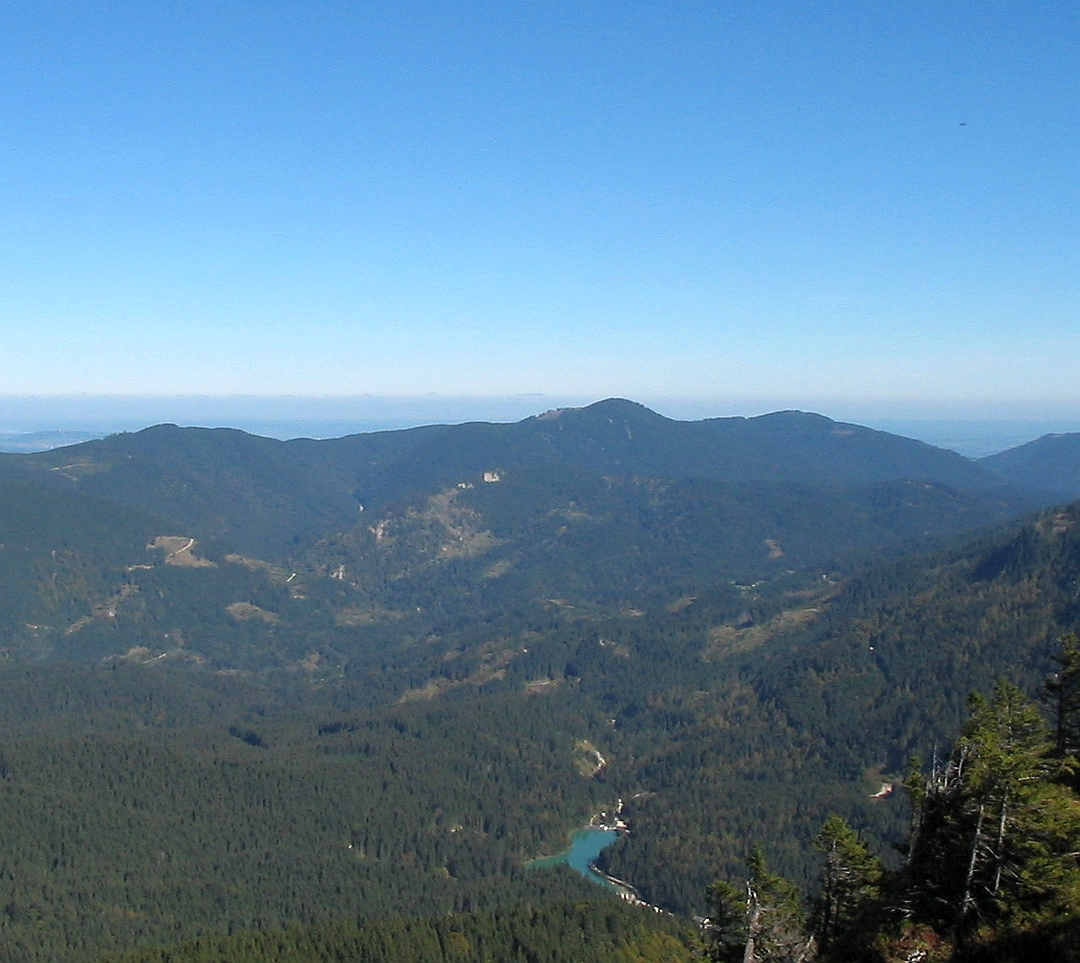

上布萊克山（德語：Hohe Bleick），是德國的山峰，位於該國南部，由巴伐利亞負責管轄，屬於阿爾高阿爾卑斯山脈的一部分，海拔高度1,638米，每年平均降雨量1,758毫米。